# 開放北韓放送
开放北韓放送（：／；英语：Open Radio for North Korea）是对的广播。广播语言为语。

## 概况
2005年12月开始广播，是第一个民间对北广播，发射地点在春川市和亚美尼亚首都埃里温。

## 播出频率
| 韩国标准时（KST） | 频率            |
| 23:00-01:00       | 11570kHz        |
| 04:00-05:00       | 774kHz、92.3MHz |
| 06:00-07:00       | 7480kHz         |

※韩国标准时＝UTC+9
- 频率更新日期：2012年4月